# 오를리 실베르사츠 바나이
오를리 질베르샤츠 바나이(히브리어: אורלי זילברשץ, 영어: Orly Silbersatz Banai, 1957년 12월 11일 ~ )는 이스라엘의 배우, 가수이다. 제13회 오빌상 여우주연상 수상자이다.